# Způsob umožňující dálkový přístup
Zveřejnění způsobem umožňujícím dálkový přístup je forma zveřejnění informací, kterou předepisují mnohé české právní předpisy zejména státním orgánům a dalším institucím veřejného charakteru. Většina předpisů, které termín „způsob umožňující dálkový přístup“ používají, jej blíže nedefinuje – v praxi je vykládán jako opisné označení pro zveřejnění na internetu (resp. na webových stránkách), jiné způsoby bývají připouštěny či zmiňovány nanejvýš obecně a okrajově. Termín se objevuje v právních předpisech od přelomu tisíciletí, kdy se internet rozšířil masově; někdy bývá také upřesněn jako „dálkový přístup pomocí počítačové sítě“ (zákon o katastru nemovitostí).

## Přiblížení
Ministerstvo vnitra České republiky konstatuje, že žádný zákon neukládá obci zřídit a provozovat webové stránky, ale že některé zákony stanovují povinnost zveřejňování dokumentů neomezenému množství lidí prostřednictvím volně přístupného média, přičemž v dnešní době je asi nejčastější formou tohoto zveřejnění vyvěšení na webových stránkách. Ministerstvo zdravotnictví v informační kampani k jednomu dotačnímu programu vysvětlovalo, co spojení „způsobem umožňujícím dálkový přístup“ znamená: „Tak se v právních předpisech označuje internet, tj. webové stránky…“ Jedním z mála právních předpisů, který pojem alespoň zčásti definuje, je zákon č. 365/2000 Sb., o  informačních systémech veřejné správy, který pro účely tohoto zákona v § 2 písm. n) definuje dálkový přístup jako „přístup do informačního systému prostřednictvím sítě nebo služby elektronických komunikací (například s využitím internetu)“. 
Základní část těchto povinností stanovil zákon č. 106/1999 Sb., o svobodném přístupu k informacím, s účinností pro všechny státní orgány, orgány územní samosprávy a veřejné instituce hospodařící s veřejnými prostředky od 1. ledna 2001 (s výjimkou obcí, které nejsou městy, pro něž byla účinnost odložena o rok). Od té doby jeho novely a množství dalších zákonů (například správní řád, stavební zákon, zákon o informačních systémech veřejné správy a jiné) stanovily tuto formu pro nepřebernou řadu dalších zveřejňovacích povinností a pro řadu typů úředních desek, věstníků, rejstříků a informačních systémů veřejné správy, vyhlášek a oznámení atd.
Komunikace způsobem umožňujícím dálkový přístup je či byla předepsána i pro některé neveřejné datové toky. Například vyhláška č. 485/2005 Sb., o rozsahu provozních a lokalizačních údajů, době jejich uchovávání a formě a způsobu jejich předávání orgánům oprávněným k jejich využívání, stanovila, že komunikace mezi kontaktními pracovišti provozovatele veřejných komunikačních sítí nebo poskytovatele veřejně dostupných služeb elektronických komunikací s oprávněným mocenským orgánem probíhá přednostně způsobem umožňujícím dálkový přístup. 